# Douve (rivière belge)
Pour les articles homonymes, voir Douve.
La Douve (Douvebeek en néerlandais) est un cours d'eau belge affluent de la Lys qui se jette dans celle-ci à Warneton.
La Douve prend sa source au sud du Mont Noir en France, à un kilomètre de la frontière. Une partie de la Douve forme une frontière entre la Belgique et la France dans le Heuvelland aux abords de Dranoutre et Wulverghem. 
Le cours supérieur peut être considéré comme écologiquement notable grâce à son parcours sinueux et à sa flore. Cependant, la qualité de l'eau est mauvaise malgré ce potentiel écologique à cause de rejets d'eaux usées. 